# グラント郡 (カンザス州)
グラント郡（英: Grant County 標準略語：GT）は、アメリカ合衆国カンザス州の南西部に位置する郡である。2010年国勢調査での人口は7,829人であり、2000年の7,909人から1.0%減少した。郡庁所在地はユリシーズ市（人口6,161人）であり、同郡で人口最大かつ唯一の都市でもある。

## 歴史
1873年、カンザス州の西側に未編入で残っていた領域が、新しく25の郡に分割され、その中にグラント郡が入っていた。
グラント郡の郡名は、第18代アメリカ合衆国大統領、南北戦争の北軍で大将、米墨戦争でも戦ったユリシーズ・グラントに因んで名付けられた。郡境を決める測量が1874年夏に行われた。
1883年、グラント郡など8郡が解消され、ハミルトン郡など4郡が拡張され、フィニー郡が創設された。グラント郡の領域は、西部がハミルトン郡に、東部が新設のフィニー郡に分割された。
1888年6月9日、グラント郡は当初の領域で再度カンザス郡として設立され、新しい郡役人が6月18日に就任した。
1888年10月、郡庁所在地を選ぶ住民投票が行われ、総投票数920票のうち、578票を獲得したユリシーズの町が選ばれた。

### 初期の開拓地

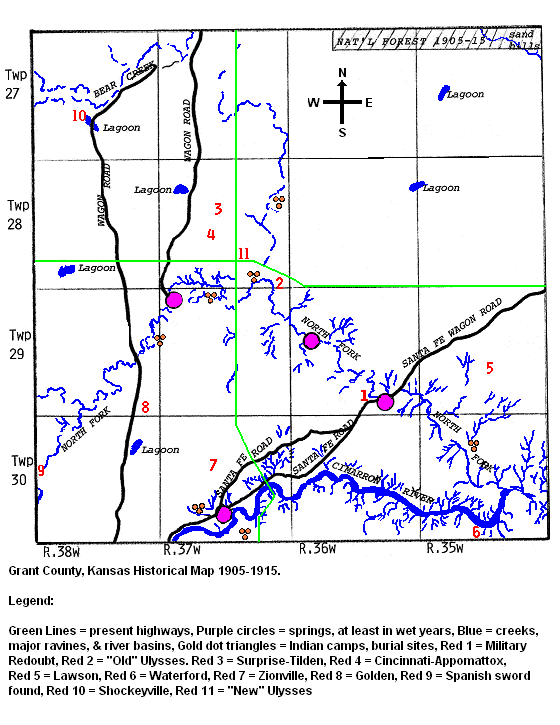
1905年-1915年のグラント郡図

- ユリシーズ、1909年にそれまでの場所から現在地に移った[5]
- サプライズ・ティルデン[5]
- シンシナティ・アポマトックス[5]
- ショッキー[5]
- ゴールデン[5]
- ザイオンビル[5]
- ローソンn[5]
- ウォーターフォード[5]
- ゴニャック[5]
- スパージョン[5]

## 法と政府
グラント郡はアルコールを禁じる、すなわち「ドライ」の郡だったが、カンザス州憲法が1986年に修正されて、住民投票で承認されればそれぞれの郡でアルコール飲料の販売が認められることになったが、個人が嗜むアルコール飲料の販売を食料販売量の30％までという制限をつけて承認した。2008年の住民投票で食料販売量制限は撤廃された。

## 地理
アメリカ合衆国国勢調査局に拠れば、郡域全面積は575.145平方マイル (1,489.617 km2)であり、このうち陸地は574.80平方マイル (1,488.724 km2)、水域は0.345平方マイル (0.892 km2)で水域率は0.06％である。

### 主要高規格道路
- アメリカ国道160号線
- カンザス州道25号線

### 隣接する郡
- カーニー郡 - 北
- フィニー郡 - 北東
- ハスケル郡 - 東
- スワード郡 - 南東
- スティーブンズ郡 - 南
- モートン郡 - 南西
- スタントン郡 - 西
- ハミルトン郡 - 北西

## 人口動態

人口ピラミッド

以下は2000年の国勢調査による人口統計データである。
| 基礎データ - 人口: 7,909人 - 世帯数: 2,742 世帯 - 家族数: 2,097 家族 - 人口密度: 5人/km2（14人/mi2） - 住居数: 3,027軒 - 住居密度: 2軒/km2（5軒/mi2） 人種別人口構成 - 白人: 77.00% - アフリカン・アメリカン: 0.21% - ネイティブ・アメリカン: 0.86% - アジア人: 0.37% - その他の人種: 19.46% - 混血: 2.10% - ヒスパニック・ラテン系: 34.67% 年齢別人口構成 - 18歳未満: 328% - 18-24歳: 8.7% - 25-44歳: 28.7% - 45-64歳: 20.2% - 65歳以上: 9.6% - 年齢の中央値: 31歳 - 性比（女性100人あたり男性の人口） - 総人口: 100.7 - 18歳以上: 97.5 | 世帯と家族（対世帯数） - 18歳未満の子供がいる: 43.6% - 結婚・同居している夫婦: 66.4% - 未婚・離婚・死別女性が世帯主: 7.1% - 非家族世帯: 23.5% - 単身世帯: 21.0% - 65歳以上の老人1人暮らし: 8.2% - 平均構成人数 - 世帯: 2.86人 - 家族: 3.34人 収入と家計 - 収入の中央値 - 世帯: 39,854米ドル - 家族: 44,914米ドル - 性別 - 男性: 34,464米ドル - 女性: 22,000米ドル - 人口1人あたり収入: 17,072米ドル - 貧困線以下 - 対人口: 10.1% - 対家族数: 6.5% - 18歳未満: 13.6% - 65歳以上: 7.5% |

## 都市と町

### 法人化された都市
都市名の後の数字は2010年国勢調査での人口を示す。
- ユリシーズ, 6,161 - 郡庁所在地

### その他の町
- ヒコック
- リューズ
- スタノ
- サリバンズトラックス

## 郡区
グラント郡は3郡区に分けられている。どの都市も「政治的に独立」（英: governmentally independent)と見なされず、下記郡区の数字に含まれている。下表で「人口中心」は最大都市であり、特に大きな数字でなければ、郡区の人口に含まれるものである。
| 郡区 | FIPSコード | 人口中心   | 人口  | 人口密度 /km2 (/sq mi) | 陸地面積 km2 (sq mi) | 水域 km2 (sq mi) | 水域率(%) | 座標                                                                |
| --- | ---------- | ---------- | ----- | ---------------------- | -------------------- | ---------------- | --------- | ------------------------------------------------------------------- |
| リンカーン (Lincoln)                                                                                    | 40725      | ユリシーズ | 7,058 | 19 (49)                | 372 (144)            | 0 (0)            | 0.10%     | 北緯37度34分26秒 西経101度20分30秒 / 北緯37.57389度 西経101.34167度 |
| シャーマン (Sherman)                                                                                    | 64975      |            | 498   | 1 (2)                  | 559 (216)            | 0 (0)            | 0.01%     | 北緯37度39分23秒 西経101度17分59秒 / 北緯37.65639度 西経101.29972度 |
| サリバン (Sullivan)                                                                                     | 68875      |            | 353   | 1 (2)                  | 558 (215)            | 0 (0)            | 0.01%     | 北緯37度28分12秒 西経101度18分11秒 / 北緯37.47000度 西経101.30306度 |
| Sources: “Census 2000 U.S. Gazetteer Files”. U.S. Census Bureau, Geography Division. 2012年4月1日閲覧。 |            |            |       |                        |                      |                  |           |                                                                     |

## 教育

### 統一教育学区
- ユリシーズ USD 214